# خورخي أرتور مندوزا هورتاس
خورخي أرتور مندوزا هورتاس (بالإسبانية: Jorge Arturo Mendoza Huertas)‏ هو أكاديمي بيروفي، ولد في 4 يوليو 1971 في بيورا في بيرو.